# Identité des quatre carrés d'Euler
En mathématiques, l'identité des quatre carrés d'Euler énonce que le produit de deux nombres, chacun étant la somme de quatre carrés, est lui-même une somme de quatre carrés. Précisément :
{\displaystyle {\begin{aligned}(a^{2}+b^{2}+c^{2}+d^{2})(p^{2}+q^{2}+r^{2}+s^{2})=&(ap+bq+cr+ds)^{2}+\\&(aq-bp-\varepsilon cs+\varepsilon dr)^{2}+\\&(ar+\varepsilon bs-cp-\varepsilon dq)^{2}+\\&(as-\varepsilon br+\varepsilon cq-dp)^{2},\quad {\rm {pour}}\quad \varepsilon =\pm 1.\end{aligned}}}
Généralisant l'identité de Diophante {\displaystyle (a^{2}+b^{2})(p^{2}+q^{2})=(ap+bq)^{2}+(aq-bp)^{2}} obtenue pour {\displaystyle c=d=r=s=0}, elle est utilisée en arithmétique modulaire.

## Historique
Le mathématicien suisse Leonhard Euler donne cette identité le 4 mai 1748 (avec ε = 1), et de nouveau le 12 avril 1749 (avec ε = ±1), dans deux lettres à Christian Goldbach.
L'identité fut utilisée par Lagrange pour prouver son théorème des quatre carrés. D'ailleurs Euler, lorsqu'il la communique à Goldbach pour la deuxième fois, décrit une tentative de preuve de ce théorème (il tente d'appliquer la même méthode qui lui a livré la première preuve du théorème des deux carrés, dont le résumé se trouve au début de la même lettre).

## Démonstrations
- L'identité se démontre par calcul d'algèbre élémentaire et est valide pour a, b, … , s appartenant à n'importe quel anneau commutatif.
- Dans le cas particulier où cet anneau est le corps des réels :
  - on dispose d'une démonstration plus élégante : l'identité exprime le fait que la norme du produit de deux quaternions est égale au produit de leurs normes, de la même manière que l'identité de Brahmagupta pour les nombres complexes. Plus précisément, posant {\displaystyle u=a1+b{\rm {i}}+c{\rm {j}}+d{\rm {k}}\quad {\rm {et}}\quad v=p1+q{\rm {i}}+r{\rm {j}}+s{\rm {k}}}, l'identité  s'écrit : {\displaystyle \|u\|^{2}\|v\|^{2}=\|{\overline {u}}v\|^{2}}pour ε = 1, et {\displaystyle \|u\|^{2}\|v\|^{2}=\|u{\overline {v}}\|^{2}} pour ε = -1.
  - Le corps des quaternions pouvant être représenté par l'ensemble des matrices réelles d'ordre quatre du type{\displaystyle M(a,b,c,d)={\begin{bmatrix}a&-b&-c&-d\\b&a&d&-c\\c&-d&a&b\\d&c&-b&a\end{bmatrix}}} dont le déterminant est égal à {\displaystyle (a^{2}+b^{2}+c^{2}+d^{2})^{2}}, la première identité d'Euler s'écrit :{\displaystyle \det {\bigl (}M(a,-b,-c,-d){\bigl )}\det {\bigl (}M(p,q,r,s){\bigl )}=\det {\bigl (}M(a,-b,-c,-d)\times (M(p,q,r,s){\bigl )}}.
  - Ce corps pouvant aussi être représenté par les matrices complexes d'ordre deux {\displaystyle M(u,u')={\begin{bmatrix}u&-{\overline {u}}'\\u'&{\overline {u}}\end{bmatrix}}} dont le déterminant est égal à {\displaystyle |u|^{2}+|u'|^{2}}, et posant {\displaystyle u=a+ib,u'=c+id,v=p+iq,v'=r+is}, la première identité d'Euler s'écrit : {\displaystyle \det {\bigl (}M({\overline {u}},-u'){\bigl )}\det {\bigl (}M(v,v'){\bigl )}=\det {\bigl (}M({\overline {u}},-u')\times (M(v,v'){\bigl )}}.
  - la formule complexe :

{\displaystyle (|u|^{2}+|v|^{2})(|w|^{2}+|z|^{2})=|uw-vz|^{2}+|u{\overline {z}}+v{\overline {w}}|^{2}}  qui peut se démontrer en utilisant le fait que le conjugué d'un produit de complexes est égal au produit des conjugués, ou par l'égalité {\displaystyle {\begin{vmatrix}u&-v\\{\overline {v}}&{\overline {u}}\end{vmatrix}}{\begin{vmatrix}w&-{\overline {z}}\\z&{\overline {w}}\end{vmatrix}}={\begin{vmatrix}uw-vz&-u{\overline {z}}-v{\overline {w}}\\{\overline {v}}w+{\overline {u}}z&-{\overline {v}}{\overline {z}}+{\overline {u}}{\overline {w}}\end{vmatrix}}}, et qui donne l'identité de Diophante lorsque u, v, w, z sont réels, donne, pour {\displaystyle u=a+ib,v=c+id,w=p+iq,z=r+is}, la formule, variante de l'identité d'Euler :

## Lien avec l'identité de Lagrange
Si on fait {\displaystyle d=s=0} dans la première identité d'Euler, on obtient l'identité de Lagrange en dimension trois, soit :
{\displaystyle (a^{2}+b^{2}+c^{2})(p^{2}+q^{2}+r^{2})=(ap+bq+cr)^{2}+(aq-bp)^{2}+(ar-cp)^{2}+(br-cq)^{2}}, 
s'écrivant dans l'espace euclidien {\displaystyle \mathbb {R} ^{3}}: {\displaystyle \|u\|^{2}\|v\|^{2}=(u\cdot v)^{2}+\|u\wedge v\|^{2}}, avec {\displaystyle u=(a,b,c),v=(p,q,r)}.